# Sergiu Chilimaru
Sergiu Chilimaru (n. 14 noiembrie 1938) este un specialist în domeniul zootehniei și creșterii taurinelor, care a fost ca membru corespondent al Academiei de Științe a Moldovei.